# Сенгелска планина
Сенгелска планина, Сенгеловска планина, Ченгел планина или Рупелска планина (на гръцки: Άγκιστρο, Ангистро или Τσιγγέλι, Τσιγκέλι, Цингели, катаревуса: Άγκιστρον, Ангистрон) е планина разположена в северната част на Гърция на територията на дем Синтика в непосредствена близост до границата с България. 

## Географска характеристика

### Положение, граници, големина
Простира се в направление югозапад – североизток. На североизток чрез седловината Кали (870 m), Сенгелската планина орографски се свързва с планината Славянка (Алиботуш), чието естествено продължение е. На запад граничи с река Струма, която я отделя от Беласица, чрез Рупелския пролом.

### Върхове
Най-високият ѝ връх е двугърбия Чал или Беш – 1345 m. В Гърция по-високата източна кота на върха е известна с името „Света Петка“, а по-ниската кота на запад като „Чал“. 
| Име              | Име                                | Височина      | Местоположение                             |
| ---------------- | ---------------------------------- | ------------- | ------------------------------------------ |
| Света Петка, Чал | Δασωτό, Σφέτα Πέτκα, Τσάλ          | 1345 m        | на главното било                           |
| Папра            | Κερασιές, Πάπρα                    | 1020 m        |                                            |
| Лагува           | Στενόλακκος, Λαγκούβα              | 1045 m        |                                            |
| Цямара           | Στρογγυλό, Τσιαμάρα                | 1018 m        |                                            |
| Чал              | Τσάλ                               | 1205 m        | на главното било в централната част        |
| Тагарика         | Αγία Ελένη, Ταγάρικα               | 652 m         | в ЮИ част, ЮЗ от Крушево (Ахладохори)      |
| Свети Константин | Άγιος Κωνσταντίνος                 | 700 m         | в ЮИ част, З от Крушево (Ахладохори)       |
| Чона             | Αγκάθι, Λόφος Λουτρών, Τσόνα       | 520 m         | хребет в ЮЗ част, С над Пулево (Термопиги) |
|                  | Βλαχοποιμένες                      | 773 m         | в Ю част                                   |
| Мал тепе         | Βοϊδοκορφή, Τρεις Βρύσες, Μάλ Τεπέ | 669 m         | в С част                                   |
| Трънка           | Δαμασκηνιές, Τρίγκα                | 880 m - 800 m |                                            |
| Караташ          | Καρατάς                            | 756 m         |                                            |
| Хисар            | Κάστρο, Ισσάρι                     | 626 m         | в Ю част, над Елешница (Феа Петра)         |
| Тепелар          | Κορυφή, Τεμπελάρ                   | 888 m         | в централната част                         |
| Каракитук        | Μαυροκορυφή, Καρακιτόκ             | 587 m         | на главното било в ЮЗ част                 |
| Голяма тумба     | Μεγάλη Τούμπα, Γκολιάμα            | 653 m         | на главното било в ЮЗ част                 |
| Малка тумба      | Μικρή Τούμπα                       | 520 m         | на главното било в ЮЗ част                 |
| Кербурун         | Μύτη, Κερμπουρούν                  | 820 m - 700 m | в Ю част                                   |
| Рупава           | Ρούπαβα                            | 574 m         |                                            |
| Плоска           | Τραπέζι, Κάτω Πλόσκα               | 705 m         | в ЮИ край, СЗ над Крушево (Ахладохори)     |

### Геоложки строеж
Сенгелската планина е изградена от мрамори, кристалинни шисти, пясъчници, чакъли и много малко гранити.

### Ресурси и полезни изкопаеми
По билото на Сенгелската планина са изградени над двадесет ветрогенераторa за производство на електрическа енергия, които при ясно време се виждат отдалеч.

## Име
Планината носи името на село Сенгелово (на гръцки Ангистро, на турски Ченгел), разположено в северните ѝ поли.

## Туризъм
Изкачването до върха може да стане от 820 m, пътя Крушево (Ахладохори) (500 m) - Сенгелово (300 m) за около час и половина.

## Галерия
- Гледка към Крушовското поле от Сенгелска планина.
- Гледка към връх Рамян и седловината Кали.